# جری لاوسن
جری لاوسن (انگلیسی: Jerry Lawson; ۱ دسامبر ۱۹۴۰ – ۹ آوریل ۲۰۱۱) مهندس، اهالی کسب‌وکار، و مخترع اهل ایالات متحده آمریکا بود.
جرالد اندرسون لاوسن (۱ دسامبر ۱۹۴۰–۹ آوریل ۲۰۱۱) یک مهندس الکترونیک آمریکایی بود. او به خاطر کارش در طراحی کنسول بازی ویدیویی Fairchild Channel F و همچنین رهبری تیمی که پیشگام کارتریج بازی‌های ویدیویی تجاری بود، شناخته شده‌است. به این ترتیب طبق مجله Black Enterprise در سال ۱۹۸۲ به او لقب «پدر کارتریج بازی‌های ویدئویی» داده شد. او در نهایت Fairchild را ترک کرد و شرکت بازی Video-Soft را تأسیس کرد.
لاوسون در ۱ دسامبر ۱۹۴۰ در بروکلین، شهر نیویورک متولد شد. پدرش، بلانتون، درازکشور با علاقه به علم بود، در حالی که مادرش، منینگز، برای شهر کار می‌کرد، و همچنین در انجمن اولیا و معلمان مدرسه محلی خدمت می‌کرد. پدربزرگش برای فیزیکدان شدن تحصیل کرده بود، اما به دلیل تبعیض نژادی، نتوانست حرفه فیزیک را دنبال کند و در عوض به عنوان استاد پست کار می‌کرد. والدین او اطمینان حاصل کردند که او تحصیلات خوبی دریافت کرده و علاقه او را به سرگرمی‌های علمی، از جمله رادیو ژامبون و شیمی تشویق کردند. علاوه بر این، لاوسون گفت که معلم کلاس اولش او را در مسیر خود تشویق کرد تا فردی با نفوذ باشد، شبیه به جورج واشینگتن کارور. او در نوجوانی در کوئینز زندگی می‌کرد و از طریق تعمیر تلویزیون به کسب درآمد می‌پرداخت. در سن ۱۳ سالگی، مجوز رادیو آماتور گرفت و سپس ایستگاه خود را در خانه با قطعاتی از فروشگاه‌های الکترونیکی محلی که با پول او خریده بود، ساخت. او در هر دو کالج کوئینز و سیتی کالج نیویورک تحصیل کرد، اما مدرکی را در هیچ‌کدام به پایان نرساند.
در سال ۱۹۷۰، او به Fairchild Semiconductor در سانفرانسیسکو به عنوان مشاور مهندسی برنامه‌های کاربردی در بخش فروش آنها پیوست. زمانی که آنجا بود، یک بازی آرکید اولیه با سکه به نام Demolition Derby در گاراژ خود ایجاد کرد. در اوایل سال ۱۹۷۵ با استفاده از ریزپردازنده‌های F8 جدید Fairchild, Demolition Derby یکی از اولین بازی‌های مبتنی بر ریزپردازنده بود.
در اواسط دهه ۱۹۷۰، لاوسون به عنوان مهندس ارشد سخت‌افزار و مدیر مهندسی و بازاریابی برای بخش بازی‌های ویدیویی Fairchild انتخاب شد. در آنجا، او توسعه کنسول Fairchild Channel F را رهبری کرد که در سال ۱۹۷۶ منتشر شد و به‌طور خاص برای استفاده از کارتریج‌های بازی قابل تعویض بر اساس فناوری دارای مجوز از Alpex طراحی شده بود. در آن زمان، اکثر سیستم‌های بازی برنامه‌نویسی بازی را در سخت‌افزار تعبیه‌شده داشتند، بنابراین نمی‌توان آن را حذف یا تغییر داد. لاوسون و تیمش فناوری توسعه یافته در Alpex را اصلاح و بهبود بخشیدند که به بازی‌ها اجازه می‌داد به عنوان نرم‌افزار روی کارتریج‌های ROM قابل جابجایی ذخیره شوند. این‌ها را می‌توان به‌طور مکرر از یک واحد کنسول بدون هیچ گونه خطر شوک الکتریکی وارد و خارج کرد. این امر به کاربران امکان می‌دهد تا کتابخانه‌ای از بازی‌ها را خریداری کنند و از طریق فروش این بازی‌ها جریان درآمد جدیدی را برای سازندگان کنسول‌ها فراهم می‌کند. کنسول Channel F دارای کنترل‌های مختلفی بود، از جمله یک جوی استیک ۸ جهته جدید که توسط لاوسون طراحی شده بود و یک دکمه «مکث»، که برای اولین بار برای یک کنسول بازی ویدیویی خانگی بود. کانال F از نظر تجاری موفق نبود، اما رویکرد کارتریج با Atari 2600 که در سال ۱۹۷۷ منتشر شد، رایج شد.
در حالی که او با فیرچایلد بود، لاوسون و ران جونز تنها اعضای سیاه‌پوست کلوپ کامپیوتری هومبرو بودند، گروهی از علاقه‌مندان به کامپیوتر اولیه که شامل چندین نفر از جمله بنیانگذاران اپل، استیو جابز و استیو وزنیاک می‌شد. لاوسون خاطرنشان کرد که با وزنیاک برای موقعیتی در فیرچایلد مصاحبه کرده بود، اما او را استخدام نکرد.
در سال ۱۹۸۰، لاوسون Fairchild را ترک کرد و Videosoft، یک شرکت توسعه بازی‌های ویدیویی را تأسیس کرد که نرم‌افزاری برای Atari 2600 در اوایل دهه ۱۹۸۰ ساخت، زیرا ۲۶۰۰ جایگزین کانال F به عنوان برترین سیستم در بازار شده بود. Videosoft حدود پنج سال بعد بسته شد و Lawson شروع به کار مشاوره کرد. در یک مقطع، او با استیوی واندر برای تولید «ساعت شگفت‌انگیز» کار کرد که کودک را با صدای پدر و مادر بیدار می‌کرد، اگرچه هرگز به تولید نرسید. لاوسون بعداً با برنامه مربیان استانفورد همکاری کرد و در حال آماده شدن برای نوشتن کتابی در مورد حرفه خود بود.

## مرگ
در حدود سال ۲۰۰۳، لاوسون شروع به عوارض ناشی از دیابت، از دست دادن استفاده از یک پا و بینایی از یک چشم کرد. در ۹ آوریل ۲۰۱۱، حدود یک ماه پس از تقدیر از انجمن بین‌المللی توسعه دهندگان بازی (IGDA)، او بر اثر عوارض ناشی از دیابت درگذشت. در زمان مرگ، او در سانتا کلارا، کالیفرنیا اقامت داشت و از همسر، دو فرزند و برادرش به یادگار ماند.
Google Doodle در ۱ دسامبر ۲۰۲۲ به لاوسون اختصاص داده شد تا تولد ۸۲ سالگی او را جشن بگیرد و به کاربر این امکان را می‌داد که بازی بسازد و بازی‌های داخلی موجود را تغییر دهد.